# Antonello Belluco

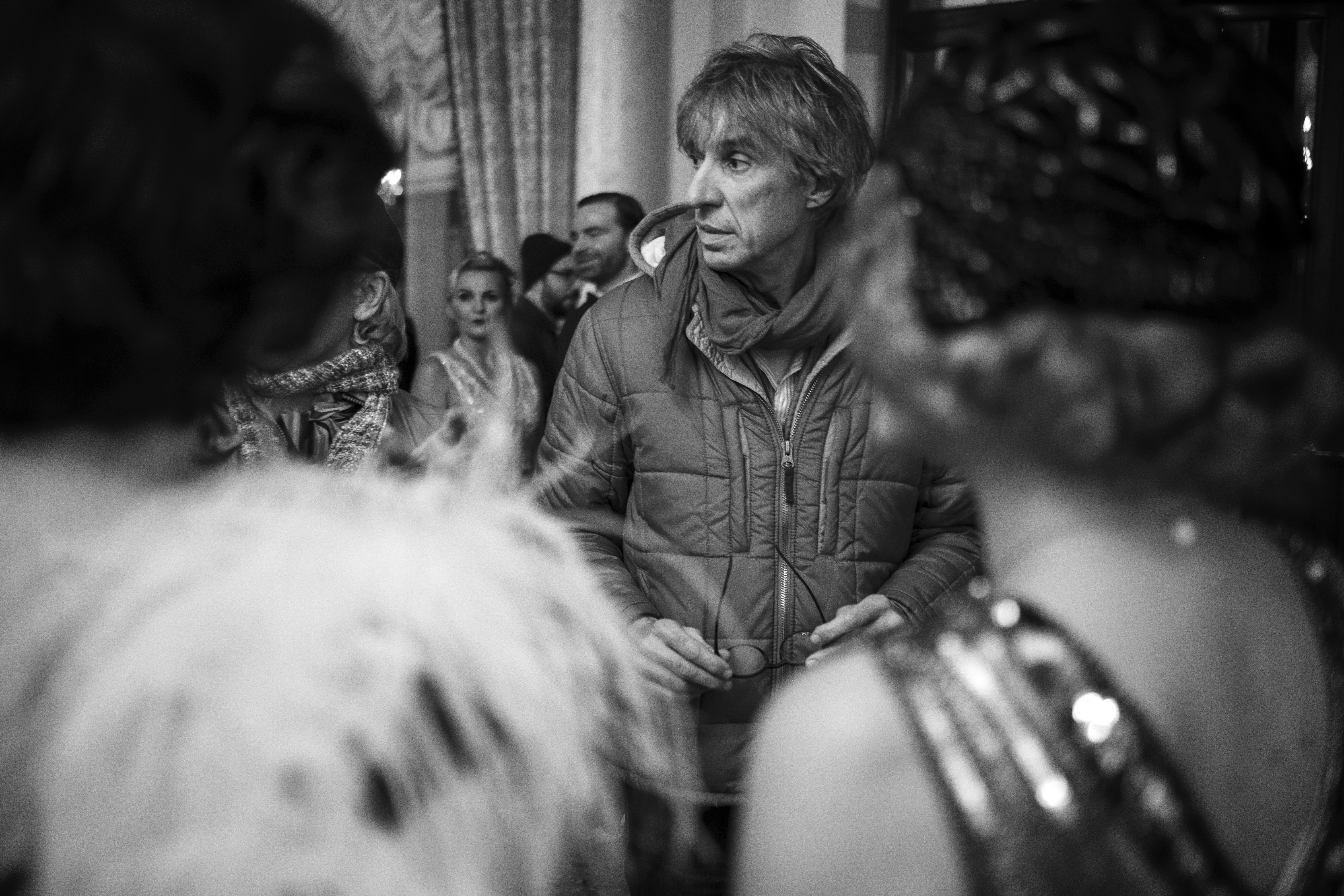
Antonello Belluco nel 2017

Antonello Belluco (Padova, 28 agosto 1956) è un regista, sceneggiatore e montatore italiano.

## Biografia
Dopo aver preso la laurea in Scienze politiche a Padova nel 1980, anno in cui ha concluso un lustro di esperienza nelle radio e televisioni private, ha cominciato a lavorare per la Rai come programmista-regista per una collaborazione di altri cinque anni. Dopo alcuni cortometraggi, ha iniziato la collaborazione con la Open Film di Milano diventando regista interno, grazie ai primi videoclip per la Fonit Cetra e allo spot d'esordio per una campagna nazionale promossa da Pubblicità Progresso per il trattamento del gozzo con il sale iodurato. Da lì dirigerà ancora spot per altre campagne di prodotti alimentari, sportivi, bellezza, supermercati.
Nel 2002 ha portato a teatro lo spettacolo The Music Wall, liberamente ispirato alle musiche dei Pink Floyd. Un altro suo spettacolo, Il risorto, è stato scelto nel 2011 per la Giornata mondiale della gioventù di Madrid.
Nel 2006 ha esordito al cinema con Antonio guerriero di Dio, interpretato da Jordi Mollà. Dopo il televisivo Giorgione da Castelfranco, sulle tracce del genio (2010), ha scritto, montato, diretto e prodotto Il segreto di Italia (2014) con Romina Power, film che ha indignato l'ANPI a causa dei crimini che sarebbero stati perpetrati dai partigiani. . Nel 2018 è uscito Red Land (Rosso Istria), autore della sceneggiatura, basata sulla  la storia di Norma Cossetto e delle foibe. Ha poi prodotto e diretto On My Shoulders - Sulle mie spalle (2020) con Paolo De Vita e Taryn Power, Fratelli Contro: dall'eccidio all'egemonia (2024) con la partecipazione di Fausto Biloslavo.

## Filmografia
- Con gli occhi del cuore (2001) - sceneggiatura , regia
- Antonio guerriero di Dio (2006) - soggetto, sceneggiatura, regia
- The Knight (2008) - sceneggiatura , regia
- Giorgione da Castelfranco, sulle tracce del genio (2010) - regia
- Il segreto di Italia (2014) - produttore, soggetto, sceneggiatura, regia, montaggio
- Red Land (Rosso Istria) (2018) - sceneggiatura
- Sulle mie spalle - On My Shoulders  (2020) - produttore, sceneggiatura, regia, montaggio
- Fratelli Contro: dall'eccidio all'egemonia  (2024) sceneggiatura, regia, montaggio

## Teatro
- L'albero della vita (2001)
- Bye Day (2001)
- The Music Wall (2002)
- Joe & Kuti Angel – Stregati per la vita (2006)
- Il risorto (2011)

## Libri
- Il "mio" segreto di Italia - Testimonianza di un cinema non voluto - Editrice Il Torchio ISBN 9788898669301
- Autoritratto di un'anima - I miei perché: ipotetiche ragioni - Editrice Il Torchio ISBN 9788898669660